# 8e corps d'armée (Allemagne)
Pour les articles homonymes, voir VIIIe corps d'armée.
Le 8e corps d'armée (en allemand : VIII. Armeekorps) était un corps d'armée de l'armée de terre allemande, la Heer, au sein de la Wehrmacht pendant la Seconde Guerre mondiale.

## Hiérarchie des unités
| Nom          | Nbre d'hommes       | Unités subalternes                | Grade de commandement                 |
| ------------ | ------------------- | --------------------------------- | ------------------------------------- |
| Heeresgruppe | + 300 000           | 2 à + Armeen (Armées)             | Generaloberst ou Generalfeldmarschall |
| Armee        | + 100 000 - 300 000 | 2 à + Armeekorps (Corps d'armées) | General ou Generaloberst              |
| Armeekorps   | + 30 000 - 80 000   | 2 à + Divisionen (Division)       | Generalleutnant ou General            |
| Division     | + 10 000 – 20 000   | 2 à 6 Brigaden (Brigade)          | Generalmajor ou Generalleutnant       |
| Brigade      | + 3 000 – 5 000     | jusqu'à 3 Regimentern (Régiment)  | Oberst ou Generalmajor                |

## Historique
Le VIII. Armeekorps est formé à partir du 1er octobre 1934 comme Heeresdienststelle Breslau, situé à Breslau dans le Wehrkreis III (troisième district militaire) et devient en 1935 l'état-major du Generalkommando VIII. Armeekorps, toujours à Breslau, mais dans le Wehrkreis VIII.

En juin 1942 il participe à l'opération Fall Blau au sein de la 6. Armee du général Paulus.
Chargé de la défense de l'isthme Don-Volga lors de la bataille de Stalingrad, il subit de très durs combats lors des offensives de Kotlouban lancées par les soviétiques pour briser l'étreinte allemande sur la ville.
À la suite de l'opération Uranus, le VIII. Armee-Korps est encerclé dans la poche de Stalingrad fin novembre 1942 et y est détruit le 31 janvier 1943.
Il est reformé en juillet 1943.

## Organisation

### Commandants successifs
| Date                              | Grade                  | Commandant           |
| --------------------------------- | ---------------------- | -------------------- |
| 4 février 1938 - 25 octobre 1939  | General der Infanterie | Ernst Busch          |
| 25 octobre 1939 - 31 janvier 1943 | Generaloberst          | Walter Heitz         |
|                                   | Reformation            |                      |
| 20 juillet 1943 - 1er avril 1944  | General der Infanterie | Gustav Höhne         |
| .1er avril 1944 - 15 avril 1944   | Generalleutnant        | Johannes Block       |
| 15 avril 1944 - 12 mai 1944       | Generalleutnant        | Hans Schlemmer       |
| 12 mai 1944 - 10 septembre 1944   | General der Infanterie | Gustav Höhne         |
| 10 septembre 1944 - 19 mars 1945  | General der Artillerie | Walter Hartmann      |
| 19 mars 1945 - 20 avril 1945      | General der Infanterie | Friedrich Wiese      |
| 20 avril 1945 - 8 mai 1945        | General der Artillerie | Horst von Mellenthin |

### Chef des Generalstabes
| Date                                 | Grade               | Commandant               |
| ------------------------------------ | ------------------- | ------------------------ |
| 15 mars 1935 - 15 octobre 1935       | Oberst i.G.         | Curt Bernard             |
| 15 octobre 1935 - 5 novembre 1939    | Generalmajor        | Erich Marcks             |
| 5 novembre 1939 - 1er novembre 1942  | Oberst i.G.         | Bernhard Steinmetz       |
| 1er novembre 1942 - 10 décembre 1942 | Oberstleutnant i.G. | Ulrich                   |
| 10 décembre 1942 - Janvier 1943      | Oberst i.G.         | Friedrich Schildknecht   |
|                                      | Reformation         |                          |
| 12 septembre 1943 - Septembre 1944   | Oberst i.G.         | Eberhardt von Schönfeldt |
| 20 septembre 1944 - Mai 1945         | Oberst i.G.         | Hans-Adolf von Blumröder |

### 1. Generalstabsoffizier (Ia)
| Date                               | Grade               | Commandant                      |
| ---------------------------------- | ------------------- | ------------------------------- |
| 10 novembre 1938 - 5 novembre 1939 | Oberstleutnant i.G. | Bernhard Steinmetz              |
| 5 novembre 1939 - Octobre 1940     | Oberstleutnant i.G. | Mauritz Freiherr von Strachwitz |
| Octobre 1940 - Novembre 1942       | Major i.G.          | Hans Schwanbeck                 |
| Novembre 1942 - Janvier 1943       | Oberstleutnant i.G. | Hans-Wessel von Gyldenfeldt     |
|                                    | Reformation         |                                 |
| Septembre 1943 - Novembre 1943     | Oberstleutnant i.G. | Ulrich Simons                   |
| Novembre 1943 - 10 mai 1944        | Major i.G.          | Gerd von Koblinski              |
| 10 mai 1944 - 20 décembre 1944     | Major i.G.          | Siegfried Doenges               |
| 20 décembre 1944 - Février 1945    | Major i.G.          | Kronenwerth                     |
| Février 1945                       | Major i.G.          | Erwin Wolf                      |

## Théâtres d'opérations
- Pologne : Septembre 1939 - Mai 1940
- France : Mai 1940 - Juin 1941
- Front de l'Est, secteur Sud : Juin 1941 - Octobre 1942
- Stalingrad : Octobre 1942 - Janvier 1943
- Front de l'Est : Juillet 1943 - Septembre 1944
- Front de l'Est, secteur centre : Septembre 1944 - Mai 1945

## Ordre de batailles

### Rattachement d'Armées
| Date             | Armée          | Groupe d'Armées          |
| ---------------- | -------------- | ------------------------ |
| 1939             |                |                          |
| Septembre        | 14. Armee      | Heeresgruppe Süd         |
| Octobre          | 4. Armee       | Heeresgruppe B           |
| 1940             |                |                          |
| Janvier          | 4. Armee       | Heeresgruppe B           |
| Mai              | 4. Armee       | Heeresgruppe A           |
| Juin             | z. Vfg.        | Heeresgruppe B           |
| Juillet          | 7. Armee       | Heeresgruppe B           |
| Août             | 9. Armee       | Heeresgruppe A           |
| 1941             |                |                          |
| Janvier          | 9. Armee       | Heeresgruppe A           |
| Mai              | 9. Armee       | Heeresgruppe B           |
| Juin             | 9. Armee       | Heeresgruppe Mitte       |
| Novembre         | z. Vfg.        | Heeresgruppe D           |
| Décembre         | 1. Armee       | Heeresgruppe D           |
| 1942             |                |                          |
| Janvier          | 1. Armee       | Heeresgruppe D           |
| Mars             | z. Vfg         | Heeresgruppe Süd         |
| Avril            | 6. Armee       | Heeresgruppe Süd         |
| Août             | 6. Armee       | Heeresgruppe B           |
| Décembre         | 6. Armee       | Heeresgruppe Don         |
| 1943             |                |                          |
| Janvier          | 6. Armee       | Heeresgruppe Don         |
| Reformation 1943 |                |                          |
| Avril            | 16. Armee      | Heeresgruppe Nord        |
| Août             | 16. Armee      | Heeresgruppe Nord        |
| 1944             |                |                          |
| Janvier          | 16. Armee      | Heeresgruppe Nord        |
| Avril            | 2. Armee       | Heeresgruppe Mitte       |
| Juillet          | 4. Panzerarmee | Heeresgruppe Nordukraine |
| Août             | 9. Armee       | Heeresgruppe Mitte       |
| Décembre         | 9. Armee       | Heeresgruppe A           |
| Reformation 1945 |                |                          |
| Janvier          | 9. Armee       | Heeresgruppe A           |
| Février          | 17. Armee      | Heeresgruppe Mitte       |

### Unités subordonnées
1er mars 1939
- 8. Infanterie-Division
- 18. Infanterie-Division
- 28. Infanterie-Division

1er septembre 1939
- 8. Infanterie-Division
- 28. Infanterie-Division
- 5. Panzer-Division
- 239. Infanterie-Division

1er décembre 1939
- 267. Infanterie-Division
- 251. Infanterie-Division

1er février 1940
- 267. Infanterie-Division
- 251. Infanterie-Division
- 8. Infanterie-Division
- 28. Infanterie-Division

10 février 1940
- 267. Infanterie-Division
- 5. Panzer-Division
- 8. Infanterie-Division
- 28. Infanterie-Division

16 juin 1940
- 8. Infanterie-Division
- 28. Infanterie-Division

1er novembre 1940
- 8. Infanterie-Division
- 28. Infanterie-Division

3 juillet 1941
- 8. Infanterie-Division
- 28. Infanterie-Division
- 1. Kavallerie-Division

20 juillet 1941
- 28. Infanterie-Division
- 8. Infanterie-Division

12 août 1941
- 28. Infanterie-Division
- 8. Infanterie-Division
- 161. Infanterie-Division

2 septembre 1941
- 28. Infanterie-Division
- 8. Infanterie-Division
- 87. Infanterie-Division

25 septembre 1941
- 28. Infanterie-Division
- 8. Infanterie-Division
- 87. Infanterie-Division
- 162. Infanterie-Division
- 255. Infanterie-Division
- 86. Infanterie-Division

11 octobre 1941
- 28. Infanterie-Division
- 8. Infanterie-Division
- 87. Infanterie-Division

2 janvier 1942
- 8. leichte Infanterie-Division
- 28. leichte Infanterie-Division
- 5. leichte Division

11 mai 1942
- 454. Sicherungs-Division
- 62. Infanterie-Division
- 108. ungarische leichte Division

15 novembre 1942
- 113. Infanterie-Division
- 76. Infanterie-Division

7 juillet 1943
- 21. Luftwaffen-Feld-Division
- 122. Infanterie-Division
- 32. Infanterie-Division

4 août 1943
- 21. Luftwaffen-Feld-Division
- 32. Infanterie-Division
- 5. Jäger-Division

14 septembre 1943
- 21. Luftwaffen-Feld-Division
- 32. Infanterie-Division
- 5. Jäger-Division

14 octobre 1943
- 21. Luftwaffen-Feld-Division
- 32. Infanterie-Division
- 5. Jäger-Division

24 novembre 1943
- 329. Infanterie-Division
- 81. Infanterie-Division
- 132. Infanterie-Division

26 décembre 1943
- Gruppe Generalmajor Wagner
- Polizei-Gruppe General Jeckeln
- 132. Infanterie-Division
- 81. Infanterie-Division
- 329. Infanterie-Division

5 janvier 1944
- 329. Infanterie-Division
- 81. Infanterie-Division
- SS-Brigade Jeckeln
- 132. Infanterie-Division
- 32. Infanterie-Division

15 février 1944
- 329. Infanterie-Division
- 81. Infanterie-Division
- Kampfgruppe 83. Infanterie-Division

15 mars 1944
- 329. Infanterie-Division
- 83. Infanterie-Division
- 28. Jäger-Division
- 329. Infanterie-Division
- 12. Panzer-Division

6 novembre 1944
- 251. Infanterie-Division
- 6. Volks-Grenadier-Division
- 45. Volks-Grenadier-Division

28 novembre 1944
- 251. Infanterie-Division
- 6. Volks-Grenadier-Division
- 45. Volks-Grenadier-Division

12 décembre 1944
- 251. Infanterie-Division
- 6. Volks-Grenadier-Division
- 45. Volks-Grenadier-Division

## Sources
- (de) VIII. Armeekorps sur lexikon-der-wehrmacht.de